# Lista de governadores romanos da Britânia
Esta é uma lista parcial dos governadores romanos da Britânia entre 43 e 409. Como província unificada, a Britânia romana era uma província consular, ou seja, seus governadores precisavam primeiro servir como cônsules romanos em Roma antes de assumirem o cargo, seja como cônsules ordinários ou sufectos. Depois que Britânia foi dividida, primeiro em duas províncias (no início do século III), e depois em quatro (293), os governadores posteriores passaram a ser equestres.
Nem todos os governadores foram registrados pelos historiadores romanos e muitos dos listados aqui foram identificados através de evidências epigráficas ou de fontes como as cartas de Vindolanda. Depois da reconvocação de Cneu Júlio Agrícola, em 85, as datas dos mandatos dos governadores cujos nomes pôde ser identificado são inferências. Muitos governadores são completamente anônimos e, na época da divisão da Britânia em províncias separadas, o registro histórico é bastante fragmentário.

## Governadores júlio-claudianos
- Aulo Pláucio (43–47)
- Públio Ostório Escápula (47–52)
- Aulo Dídio Galo (52–57)
- Quinto Verânio (57–57)
- Caio Suetônio Paulino (58–62)
- Públio Petrônio Turpiliano (62–63)
- Marco Trebélio Máximo (63–69)

## Governadores flavianos
- Marco Vécio Bolano (69–71)
- Quinto Petílio Cerial (71–74)
- Sexto Júlio Frontino (74–78), também um militar e um escritor técnico.
- Cneu Júlio Agrícola (78–84), conquistador da Caledônia
- Salústio Lúculo (incerto; 84 – c. 89)
- Aulo Vicírio Próculo (fl. 93)
- Públio Metílio Nepos (incerto; c. 96 – c. 97)

## Governadores nerva-trajânicos
- Tito Avídio Quieto (c. 97 – c. 101)
- Lúcio Nerácio Marcelo (c. 101 – c. 103)
- Desconhecido (c. 103 – 115)
- Marco Ápio Brádua (incerto; 115–118)
- Quinto Pompeu Falcão (118–122)
- Aulo Platório Nepos (122 – c. 125)
- Trébio Germano (incerto; c. 127)
- Sexto Júlio Severo (c. 131 – c. 133)
- Públio Múmio Sisena (incerto; c. 133 – c. 135)

## Governadores antoninos
- Quinto Lólio Úrbico (c. 138 – c. 144)
- Cneu Papírio Eliano (c. 145 – c. 147)
- Incerto (c. 147 – c. 154)
- Cneu Júlio Vero (c. 154 – c. 158)
- Longino (c. 158 – 161)
- Marco Estácio Prisco (c. 161 – c. 162)
- Sexto Calpúrnio Agrícola (c. 163 – c. 166)
- Incerto (c. 166 – 175)
- Quinto Antíscio Advento (c. 175 – c. 178)
- Cerélio Prisco (incerto; c. 178 – c. 181)
- Úlpio Marcelo (c. 181 – c. 185)
- Públio Hélvio Pertinax (c. 185 – c. 187), depois imperador
- Desconhecido (c. 187 – c. 191)
- Décimo Clódio Albino (c. 191 – c. 197), usurpador

## Governadores severos
- Vírio Lupo (197 – c. 200)
- Polieno Auspex (cônsul) (c. 201)
- Marco Âncio Crescente Calpurniano (interino; c. 202)
- Caio Valério Pudente (c. 202 – c. 205)
- Lúcio Alfeno Senécio (c. 205 – c. 207)
- Caio Júnio Faustino Postumiano (c. 208 – c. 211)

Algumas fontes listam um outro governador, um segundo Úlpio Marcelo, que seria filho do primeiro Úlpio Marcelo, servindo em 211. Esta identificação foi baseada numa inscrição incorretamente datada e atualmente há consenso de que trata-se de uma única pessoa.
Os dois filhos do imperador Sétimo Severo, Caracala e Geta, administraram a província de alguma forma durante e imediatamente depois das campanhas de seu pai na região, entre 208 e 211.

## Divisão entre Britânia Superior e Inferior
Esta lista assume que a divisão ocorreu por volta de 213.

### Britânia Superior
- Tibério Júlio Polieno Auspex (em algum momento entre c. 223 – 226)
- Caio Júnio Faustino Postumiano (provavelmente em algum momento entre 222–235)
- Rufino (provavelmente no início do século III)
- Marco Marciânio Pulcro (século III)
- Tito Destício Juba (253–255)

### Britânia Inferior
- Caio Júlio Marco (em 213)
- Marco Antônio Gordiano (em 216), depois imperador
- Módio Júlio (em 219)
- Tibério Cláudio Paulino (c. 220)
- Mário Valeriano (221 – 222/223)
- Cláudio Xenofonte (223)
- Máximo (em 225)
- Cláudio Apelino (em algum momento entre 222–235)
- Calvísio Rufo (em algum momento entre 222–235)
- Valério Crescente Fulviano (em algum momento entre 222–235)
- Tuciano (em 237)
- Mecílio Fusco (em algum momento entre 238–244)
- Egnácio Luciliano (em algum momento entre 238–244)
- Nônio Filipo (em 242)
- Otávio Sabino (em algum momento entre 260–269), sob o Império das Gálias

## Diocese dos britanos
Depois que a Britânia foi reincorporada pelo Império Romano (depois de ter sido parte do Império das Gálias), a ilha foi novamente repartida por Diocleciano, desta vez em quatro províncias distintas, Máxima Cesariense no sudeste, com capital em Londínio, Flávia Cesariense no leste, com capital em Lindum Colonia, Britânia Segunda no norte, com capital em Eboraco, e Britânia Prima no oeste (incluindo Gales), com capital em Corínio. Uma quinta província chamada Valência também existiu brevemente, provavelmente bem no norte. Cada uma tinha um governador de status equestre (um praeses) e eram supervisionadas por um vigário. Mais tarde, no século IV, o governador de Máxima Cesariense passou a ser novamente de status consular. Os nomes seguintes são os poucos que sobreviveram desta época e cobrem um período de quase 100 anos até cerca de 408, quando terminou a ocupação romana da Britânia.

### Vigários
- Pacaciano (c. 319)
- Flávio Martino (c. 353)
- Alípio de Antioquia (361–363, logo depois de Flávio Martino)
- Civil (369)
- Vitorino (provavelmente em algum momento entre 395–406)
- Crisanto (provavelmente em algum momento entre 395–406)

### Governadores
- Aurélio Arpágio (possivelmente Britânia Segunda; em algum momento entre 296–305)
- Flávio Santo (meados do século IV)
- Lúcio Setímio (Britânia Prima, data desconhecida)

## Outros governadores da Britânia Romana

### Usurpadores e governadores baseados na Britânia do Império das Gálias
- Por volta de 278, um governador de nome desconhecido se revoltou, mas foi rapidamente derrotado.
- Caráusio (286–293), imperador usurpador baseado na Britânia
- Alecto (293–296), sucessor de Caráusio
- Magnêncio (350–353), imperador rebelde da maior parte do Império Ocidental
- Outro Caráusio, chamado pelos historiadores de Caráusio II, pode ter tentado usurpar o trono entre 354 e 358
- Magno Máximo (383–388), reconhecido imperador do ocidente por Teodósio I
- Marco (406), proclamado imperador pelo exército da Britânia
- Graciano (407), imperador baseado na Britânia
- Constantino III, um soldado britânico que se tornou um usurpador no ocidente

### Líderes militares
- Dux Britanniarum
- Comes Britanniarum
- Conde da Costa Saxônica